# Дидур, Эдуард Александрович
Эдуард Александрович Дидур (14 февраля 1939, с. Носовцы, Гайсинский район, Винницкая область, Украинская ССР, СССР — 3 марта 2014, Москва, Россия) — советский футболист, вратарь.

## Карьера
Воспитанник группы подготовки при команде «Спартак» Москва. За свою карьеру выступал в советских командах «Спартак» Москва, «Спартак» Ставрополь, СКА (Львов), «Локомотив» Орёл, «Шахтёр» (Тула) и «СиМ» Москва.. После завершении карьеры игрока был старшим тренером команды «Чайка» (Москва). В 1967—1989 работал судьёй, с 1990 — инспектором. С 2000 — член судейского комитета РАМФ.